# Marcus Favonius Facilis

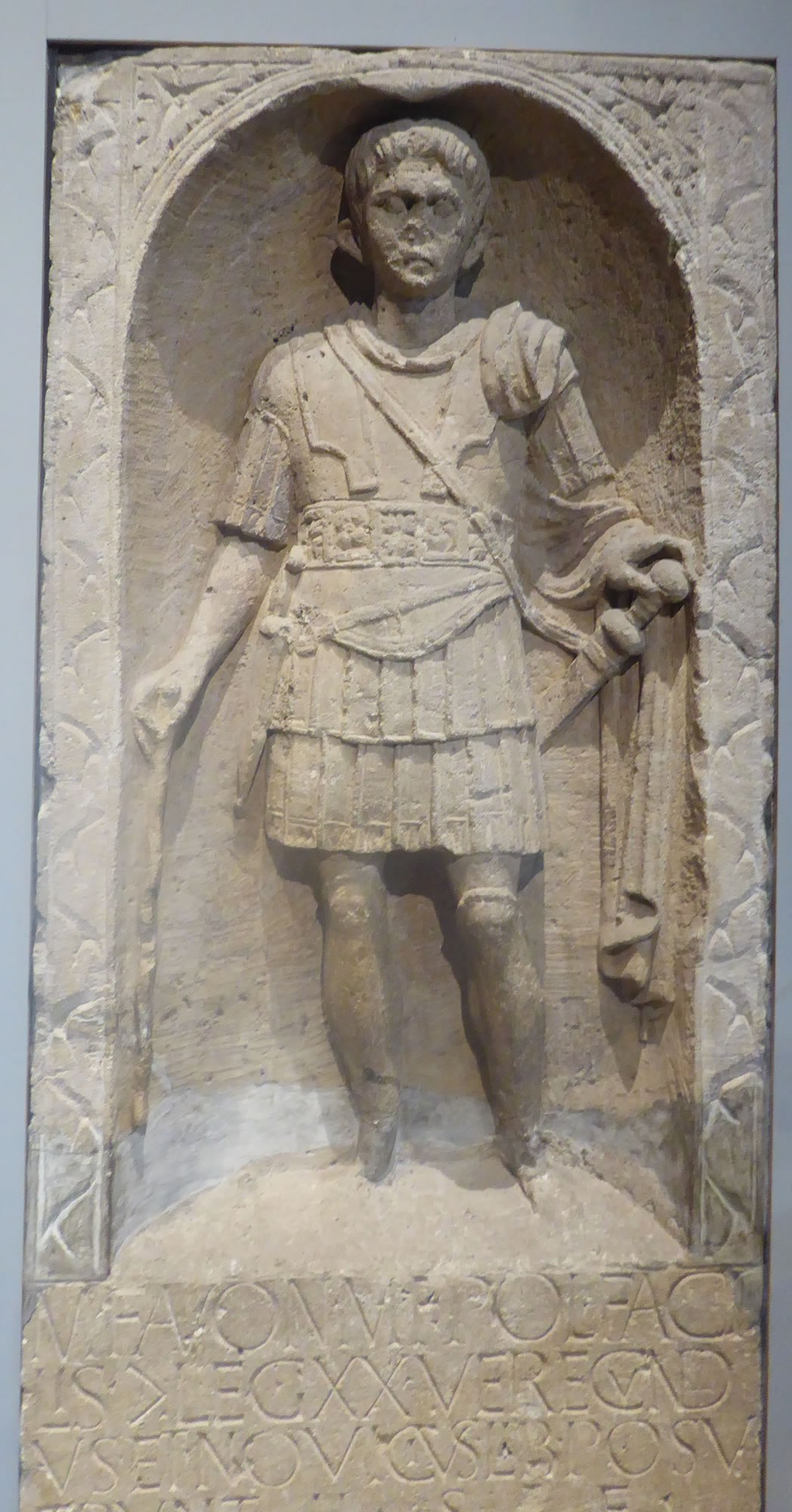
Der Grabstein mit der Inschrift

Marcus Favonius Facilis (vollständige Namensform Marcus Favonius Marci filius Pollia Facilis) war ein im 1. Jahrhundert n. Chr. lebender Angehöriger der römischen Armee.
Durch eine Inschrift auf einem Grabstein, der bei Camulodunum in der Provinz Britannia gefunden wurde, ist belegt, dass Facilis Centurio in der Legio XX war. Er war in der Tribus Pollia eingeschrieben und stammte vermutlich aus Italien.
In unmittelbarer Nähe des Grabsteins wurde ein zylindrischer Bleibehälter gefunden, der Asche und verbrannte Knochen enthielt; dabei dürfte es sich um die Überreste von Facilis handeln. Der Grabstein wurde durch seine Freigelassenen Verecundus und Novicius errichtet.

## Datierung
Die Inschrift wird bei der Epigraphik-Datenbank Clauss-Slaby auf 43/48 datiert. Stephen James Malone hält eine Datierung vor 49 für möglich, schließt aber den Zeitraum bis 60 nicht aus. James Robert Summerly datiert die Inschrift auf einen Zeitraum zwischen 49 und 60. Die RIB datiert den Grabstein ins 1. Jahrhundert und hält es für wahrscheinlich, dass er während des Boudicca-Aufstands um 60/61 umgestürzt wurde.